# Pamoroh
Pamoroh is een bestuurslaag in het regentschap Pamekasan van de provincie Oost-Java, Indonesië. Pamoroh telt 7150 inwoners (volkstelling 2010).